# Шарымов, Павел Сергеевич
Павел Сергеевич Шарымов (25 марта 1910 — 4 апреля 1977) — советский военачальник, участник Великой Отечественной войны. Генерал-майор танковых войск (1945).

## Биография

### Начальная биография
Родился 25 марта 1910 года в селе Санниково Череповецкого уезда Новгородской губернии (ныне село в составе Мяксинского сельского поселения Череповецкого района Вологодской области) в крестьянской семье. Русский.
Окончил 7 классов 2-й советской школы в г. Череповец (1924). Член ВКП(б) с 1932 года.
Образование: Окончил Нижегородскую пехотную школу (1930), КУКС «Выстрел» (1932), Военная академия механизации и моторизации РККА имени И. В. Сталина. (1941), ВВА им. Ворошлова (1955).

### Служба в армии
В РККА с 21 сентября 1927 года.
С 21 сентября 1927 года - курсант Нижегородской пехотной школы командного состава РККА
С 15 апреля 1930 года - командир взвода 32-го стрелкового полка 11-й стрелковой дивизии.
С 1 февраля по 15 апреля 1932 года - слушатель Стрелково-тактических курсов усовершенствования комсостава РККА им. III Коминтерна (КУКС «Выстрел»).
С 15 апреля 1932 года - командир взвода 32-го стрелкового полка 11-й стрелковой дивизии. С 21 апреля 1933 года - командир истребительно-противотанковой батареи 3-го батальона 33-го стрелково-пулемётной бригады 11-го механизированного корпуса.
Со 2 декабря 1934 по ноябрь 1936 года находился в запасе по болезни.
С 15 декабря 1936 года - инструктор Петроградского РВК города Ленинград. С 31 августа 1937 года начальник 2-отдела Петроградского РВК Ленинград. С 26 августа 1938 года - начальник 3-й части Петроградского РВК города Ленинград.
С 24 сентября 1939 по сентябрь 1941 года - слушатель Военной академии механизации и моторизации РККА им. И. В. Сталина.

### В годы Великой Отечественной войны
Начало Великой Отечественной войны встретил в академии. С 9 сентября 1941 года назначен помощником начальника отдела Горьковского учебного автобронетанкового центра. С 8 января 1943 года - Старший помощник начальника 5-го отдела (по укомплектованию формируемых бронетанковых частей вооружением и боеприпасами) Управления формирования и укомплектования БТ и МВ КА. С работой справлялся на "отлично" и в установленные сроки, за что награждён орденом Красной Звезды.
На январь 1945 года - Заместитель начальника штаба 53-й гвардейской танковой бригады по оперативной работе. За умелую чёткую организацию работы штаба в период стремительного наступления бригады к рубежу города Радомска и форсирования рек Нида и Пилица, что позволила бригаде первой выйти к границам Германии, награждён орденом Отечественной войны 2 степени.
С 20 марта 1945 года - начальник штаба 51-й гвардейской танковой бригады. 20 марта 1945 года тяжело ранен. 

### После войны
С 5 августа 1945 года - начальник штаба 51-го гвардейского танкового полка 6-й гвардейской танковой дивизии 3-й гвардейской механизированной армии (Центральная группа войск). С 29 января 1947 года - начальник штаба 51-го гвардейского кадрового танкового батальона 6-го гвардейского кадрового танкового полка 3-й гвардейской кадровой танковой дивизии. С 14 января 1948 года - командир 51-го гвардейского кадрового танкового батальона 6-го гвардейского кадрового танкового полка 3-й гвардейской кадровой танковой дивизии. С 7 мая 1949 года - командир 34-го гвардейского тяжелого танко-самоходного полка 12-й механизированной дивизии. С 31 марта 1951 года - командир 60-го гвардейского танкового полка 8-й гвардейской танковой дивизии.
С 6 декабря 1953 по 1 ноября 1955 года слушатель Высшей военной академии им. К. Е. Ворошилова .
С 6 декабря 1955 года назначен командиром 11-й гвардейской танковой дивизии. C 12 сентября 1959 года назначен начальником штаба,  заместитель командующего, член военного совета 2-й гвардейской танковой армии.
Приказом МО СССР № 01902 от 20 декабря 1960 года уволен в запас по ст. 59 б с правом ношения военной формы. Жил в Москве.
Умер 4 апреля 1977 года. Похоронен в Москве.

## Награды
- два Ордена Ленина (27.06.1945)[7], (05.11.1954)[8],
- тремя орденами Красного Знамени (15.11.1950)[9],
- Орден Отечественной войны II степени (10.03.1945)[10],
- два Ордена Красной Звезды (15.12.1943)[11], (03.11.1944)[12].
- Орден «Знак Почёта» (10.11.1942)[13].
  - Медалями
  - «За победу над Германией в Великой Отечественной войне 1941—1945 гг.» (09.05.1945)[14],
  - «За взятие Берлина» (09.06.1945)[15],
  - «За освобождение Праги» (09.06.1945)[1][16]; и другие.

Иностранные награды
- Чехословацкий Военный крест 1939 г. (08.04.1947)
- Орден Красной Звезды (ЧССР, 1970)[17].
- Знак «Гвардия»
- Знак МО СССР «25 лет Победы в Великой Отечественной войне» (24 апреля 1970[18])

## Память
- На могиле установлен надгробный памятник.
- Имя воина увековечено в Главном Храме Вооружённых сил России, и навсегда запечатлено на мемориале «Дорога памяти»[19].